# Anne Salmond
Mary Anne Salmond, née le 16 novembre 1945 à Wellington en Nouvelle-Zélande, est une anthropologue, ethnologue, historienne, environnementaliste et écrivaine néo-zélandaise.
Ses recherches et ses travaux portent notamment sur l'histoire des premiers Maoris de Nouvelle-Zélande, sur leur culture, sur l'histoire de leurs relations avec les explorateurs européens. Elle veille aussi à faciliter l'accès des Maoris à l'éducation.
Anne Salmond s'élève contre le suprémacisme et réexamine l'histoire de l'arrivée du capitaine Cook. Elle milite pour la protection de l'environnement, pour la rencontre entre les cultures et la recherche de solutions communes. Elle préside plusieurs entités et associations environnementales et culturelles.
Elle est nommée Dame commandeur de l'Empire britannique, « Néo-Zélandaise de l'année » en 2013, membre de l'Ordre de Nouvelle-Zélande. Elle est la première personnalité de Nouvelle-Zélande à être à la fois membre correspondante de la British Academy, et associé étranger de l'Académie nationale des sciences américaine. Elle reçoit aussi la médaille Rutherford, est membre de la Société américaine de philosophie, figure parmi les « 150 femmes en 150 mots » de la Royal Society Te Apārangi.

## Jeunesse, formation, famille
Mary Anne Thorpe naît à Wellington en 1945. Elle grandit à Gisborne avant d'être envoyée au Solway College de Masterton, où elle est major en 1961. Elle part ensuite aux États-Unis en 1962 et 1963 pour suivre les cours de la Cleveland Heights High School comme boursière de l'American Field Service.
Revenue en Nouvelle-Zélande, Anne Thorpe obtient un bachelor of Arts de l'université d'Auckland en 1966 et un master of Arts en anthropologie en 1968. La même année, au Auckland Secondaire Teachers' College, elle reçoit un diplôme d'enseignement avec distinction. Anne Thorpe retourne ensuite aux États-Unis, à l'université de Pennsylvanie, où elle obtient un doctorat en 1972. Sa thèse est intitulée Hui – une étude des rassemblements cérémoniels maoris.
Anne Thorpe s'intéresse vivement à la recherche sur l'histoire des premiers Maoris pendant son premier séjour aux États-Unis lorsqu'elle est adolescente. Lorsqu’on lui demande de parler de la Nouvelle-Zélande, elle réalise qu’elle ne sait pas grand-chose du côté maori de l’histoire. Ses liens avec le monde maori remontent à son arrière-grand-père, James McDonald, un photographe, cinéaste et artiste qui a travaillé avec des dirigeants maoris, dont Apirana Ngata et Te Rangi Hiroa (Peter Buck).
Anne Thorpe épouse l'architecte de la conservation Jeremy Salmond en 1971. Anne et Jeremy Salmond ont trois enfants, dont l'anthropologue Amiria Salmond ; ils vivent à Auckland jusqu'à la mort de Jeremy Salmond le 3 janvier 2023,.

## Carrière académique
Anne Salmond est professeure d'études et d'anthropologie maories à l'Université d'Auckland, où elle devient pro-vice-chancelière à l'égalité des chances à l'Université d'Auckland de 1997 à 2006.
Elle est la marraine du projet Starpath Partnership for Excellence, qui vise à garantir que les étudiants maoris du Pacifique et à faible revenu puissent réaliser leur potentiel grâce à l'éducation.
Anne Salmond devient en 2001 professeur émérite d'études et d'anthropologie maories à l'Université d'Auckland.
Elle siège de 2002 à 2007 aux conseils d'administration de la Fondation pour la recherche, la science et la technologie, du Musée de Nouvelle-Zélande, et elle est la présidente du New Zealand Historic Places Trust.

## Principaux travaux, œuvre
Anne Salmond entretient des relations étroites avec Eruera Stirling et Amiria Stirling, célèbres anciens de Te Whānau-ā-Apanui et Ngāti Porou, dans l'Île du Nord. Leur collaboration conduit à trois livres sur la culture et la vie maories, dont le premier est Hui: A Study of Maori Ceremonial Gatherings [« Hui : une étude des rassemblements cérémoniels maoris »], publié en 1975, qui reçoit la médaille d'or commémorative Elsdon Best pour distinction en ethnologie maorie en 1976. Dans sa critique du livre, l'anthropologue américain Thomas Fitzgerald note que : « Hui est un travail théorique, étant dans le tradition de l'anthropologie émique, de la Sociolinguistique et de l'analyse situationnelle d'Erving Goffman [et] s'appuie sur ces directives théoriques pour obtenir sa qualité apparemment simple, fluide et romane ».
Son deuxième livre sur la culture maorie est Amiria: The Life of a Maori Woman [« Amiria : La vie d'une femme maorie »], livre qui remporte le prix Wattie du livre de l'année en 1977. Le troisième est Eruera: Teachings of a Maori Elder [« Eruera : Enseignements d'un aîné maori »], une biographie qui reçoit le premier prix des Wattie Book of the Year Awards en 1981.
Anne Salmond oriente ensuite ses travaux vers les rencontres interculturelles en Nouvelle-Zélande, aboutissant à deux ouvrages qui, selon l'Encyclopedia Britannica, remettent en question le récit historique commun qui faisait des peuples autochtones les sujets passifs du colonialisme, et dépeignent les Maoris comme des participants tout aussi actifs dans un événement de découverte mutuelle.
Son livre Deux mondes : premières rencontres entre Maoris et Européens 1642-1772 (1991) est lauréat du National Book Award (non-fiction) en 1991 et récipiendaire d'un Australian History Award, le prix Ernest Scott, en 1992.
Elle écrit ensuite Entre les mondes : premiers échanges entre Maoris et Européens 1773-1815 (1997) qui remporte en 1998 le prix Ernest Scott.
Par la suite, Anne Salmond commence à explorer les premiers échanges entre les insulaires du Pacifique et les explorateurs européens de ces régions, ce qui la conduit à la publication de trois livres, dont le premier est The Trial of the Cannibal Dog: The Remarkable Story of Captain Cook’s Encounters in the South Seas [« Le procès du chien cannibale : l'histoire remarquable des rencontres du capitaine Cook dans les mers du Sud »], paru en 2003, lauréat de la catégorie histoire et de la médaille Montana pour la non-fiction aux Montana New Zealand Book Awards en 2004. Revu par Yale University Press, ce livre se concentre sur la façon dont les relations entre l'explorateur James Cook et les Polynésiens, qui promettaient tant de choses au départ, sont devenues hostiles, entraînant finalement sa mort. L'analyse de l'œuvre conclut que le récit de Salmond montre l'impact durable de la confrontation entre deux mondes différents.
Son deuxième livre sur ces échanges est Aphrodite's Island: the European Discovery of Tahiti [« L'île d'Aphrodite : la découverte européenne de Tahiti »] (2010). Dans ce livre, Anne Salmond donne un aperçu de la société tahitienne du XVIIIe siècle, plaçant les voyages de Cook et d'autres dans un contexte de relations compliquées avec les Européens, mais elle crée un récit en se plaçant du côté des Tahitiens en tant que participants actifs à ces interactions. Un critique déclare que ce livre présente des explications bien documentées sur les affrontements qui se produisaient souvent en raison de l'ignorance ou du manque de respect des Européens envers les valeurs et les traditions tahitiennes.
Le troisième est Bligh: William Bligh in the South Seas [« Bligh : William Bligh dans les mers du Sud »], paru en 2011. Le New Zealand Herald, dans sa critique du livre, déclare qu'Anne Salmond remet en question les représentations courantes de Bligh comme soit un brutal, soit le « saint incompris de certains récits révisionnistes », le décrivant plutôt comme un excellent marin et cartographe qui observait avec perspicacité les différentes cultures. Cette analyse note qu'Anne Salmond conclut que la mutinerie du Bounty était peut-être due au manque de compétences relationnelles de Bligh et à son tempérament, mais qu'elle était plus probablement due au fait d'avoir un si petit navire et un nombre insuffisant d'officiers. Un autre critique conclut également que même si Anne Salmond examine de près la conduite de Bligh et comment cela a pu provoquer sa chute, il y a une reconnaissance d'autres facteurs indépendants de sa volonté qui ont contribué à la mutinerie.
Son livre sur les échanges entre différentes réalités (ontologies) Tears of Rangi : Experiments between Worlds paraît en juillet 2017,. Un critique note que le titre fait essentiellement référence au « chagrin et à l'agonie de la séparation », et que le livre analyse le rôle de l'histoire dans la création de mythes et des réalités qui doivent être réconciliés à Aotearoa, la Nouvelle-Zélande. Anne Salmond indique qu'il s'agissait de différents mondes (ao) – « te ao Māori, te ao Pākehā, te ao tawhito… des manières d'être, des manières d'exister, qui contiennent des hypothèses sur la réalité » qui peuvent changer selon les personnes respectueuses des autres et reconnaissant leurs idées comme des apports.
En 2018, Anne Salmond présente une série historique en six parties, Artefact, diffusée sur Māori Television, la télévision maorie.
Anne Salmond écrit en 2021 une série en cinq parties explorant de nouvelles « formes d'ordre institutionnel » possibles pour Aotearoa. Elle fait valoir que la reconnaissance des « lignées ancestrales » entrelacées dans le whakapapa permettrait de réimaginer les relations entre tous les habitants du pays et de se recentrer sur la promesse du partenariat entre les Maoris et la Couronne dans le traité de Waitangi. Elle soutient que le pays doit dépasser la logique binaire qui divise le monde, y compris le mode de vie et de pensée, en unités s'excluant mutuellement. Anne Salmond soutient que cet état d'esprit menace le monde et que la survie humaine a besoin de différents systèmes et réseaux pour comprendre comment le monde fonctionne, ce qui, à Aotearoa, consiste à essayer de rapprocher les anciennes connaissances maories avec les sciences avancées, avec des personnes désirant s'affranchir des disciplines et se concentrant sur les relations entre les différents systèmes et modes de vie existants.

## Prises de position
Sur la base de ses recherches et de ses écrits, Anne Salmond commente fréquemment les interactions culturelles en Nouvelle-Zélande. Elle déclare en 2019 dans l'Otago Daily Times que « le Suprémacisme blanc est un fil noir tissé à travers notre histoire en tant que nation », mais qu'à l'époque des premiers arrivants en Nouvelle-Zélande, il y avait « des idées de justice et de fraternité, d'égalité et de respect mutuel ».
Elle réexamine le récit du débarquement du capitaine Cook en Nouvelle-Zélande en 1769 et elle note que même si des pertes infligées aux Maoris locaux auraient clairement pu être évitées, des preuves montrent cependant que Cook n'était pas un suprémaciste blanc méprisant les Maoris et disposé à les tuer au hasard. Cette conclusion est contestée par des universitaires qui déclarent que son approche évacue presque le concept de suprématie blanche plutôt que de l'utiliser comme cadre analytique pour étudier le colonialisme et la perpétuation de ce système. Anne Salmond répond en affirmant que la doctrine de la découverte n'était pas incontestée à l'époque et qu'avant le départ de Cook, des instructions contradictoires lui été données. Une de ces instructions indique que Cook doit faire preuve de respect envers les « indigènes de plusieurs terres où le navire peut toucher [et] aucune nation européenne n'a le droit d'occuper une partie quelconque de son pays ou de s'installer parmi eux sans leur consentement volontaire », et une autre instruction déclare que Cook doit être courtois envers les peuples qu'il rencontrerait, mais, « avec le consentement des indigènes, prendre possession des lieux qui lui conviennent dans le pays au nom du roi de Grande-Bretagne ». Anne Salmond note que Cook a admis dans son journal une « erreur de jugement ».
En décembre 2020, Anne Salmond exprime son optimisme sur une vision du monde pour la Nouvelle-Zélande basée sur les concepts clés de l'aroha et du kaitiakitanga pour établir des relations, non seulement entre les gens, mais aussi avec le monde vivant. En 2020, lorsque le groupe de médias néo-zélandais Stuff s'excuse pour son traitement inéquitable des Maoris et des tikanga Māori, Anne Salmond fait valoir qu'en vertu du Traité de Waitangi, c'est à la hauteur de la promesse de la Reine, en faveur de l'égalité et du respect mutuel aux différents tikanga, pour les intégrer au bénéfice de tous les Néo-Zélandais.
Cherchant à mieux comprendre les différentes croyances culturelles sur la relation entre les gens, la terre, les rivières et l'océan, Anne Salmond rédige de nombreux articles sur les défis environnementaux. Elle est élue vice-présidente du Parks and Wilderness Trust en 1990. Elle lance en 2000, avec son mari Jeremy, la restauration de ce qui deviendra l'écosanctuaire Waikereru près de Gisborne. Elle s'implique dans un certain nombre d'organisations environnementales et elle est la marraine de « Te Awaroa : 1000 Rivers », un projet qui vise à restaurer 1 000 rivières dans le pays avant 2050,.
Lors des discussions en Nouvelle-Zélande en 2017 sur les redevances pour l'utilisation commerciale de l'eau douce, Anne Salmond estime que cela ne doit pas nécessairement remettre en cause la maxime généralement acceptée selon laquelle « tout le monde possède l'eau », mais plutôt reconnaître que « les Iwis entretiennent des relations privilégiées avec les voies navigables ancestrales », qui sont reconnues dans la législation post-coloniale en vertu du Traité de Waitangi. En plaidant pour que le gouvernement néo-zélandais assume un rôle d'administrateur dans la protection des voies navigables, Anne Salmond cite des initiatives à Hawaï et aux États-Unis qui reconnaissent que l'intérêt public peut être maintenu lorsque les droits coutumiers sont respectés et qu'il existe « une manière unique aux Kiwis » de le faire, basée sur Kaitiakitanga. Elle conclut que ceux qui tirent un profit privé de l'utilisation des voies navigables doivent contribuer à leur préservation et à leur amélioration, les rivières, les lacs, les sources étant l'élément vital de la terre, à ne pas détruire. Un article co-écrit par Anne Salmond en 2019 indique que la protection des voies navigables en Nouvelle-Zélande implique d'explorer des hypothèses sous-jacentes profondes sur les relations entre les humains et la planète, avec des manières très différentes de se rapporter aux voies navigables à Aotearoa Nouvelle-Zélande.
Anne Salmond appelle à des « solutions basées sur la nature » pour lutter contre le changement climatique en Nouvelle-Zélande si les forêts indigènes du pays, qui abritent une grande diversité de plantes et d'animaux et stockent de grandes quantités de carbone, doivent être restaurées. Elle note toutefois que c'est en contradiction avec l'approche actuelle qui encourage la plantation massive d'arbres exotiques en monoculture, aboutissant souvent à des plantations de pins sur des terres escarpées et sensibles à l'érosion, avec des effets néfastes sur la couche arable provoquant l'accumulation de sédiments et de rémanents risquant d'étouffer les voies navigables et détruire les estuaires et les ports. Elle suggère que le gouvernement néo-zélandais écoute les écologistes et les modélisateurs qui comprennent les liens complexes entre le climat, les forêts, les cours d'eau et les autres écosystèmes, et qu'il devrait évaluer les impacts sur les communautés et les économies locales dans leur prise de décision, sans se laisser guider par le système d'échange de quotas d'émission (ETS) privilégiant une industrie forestière largement détenue hors du pays.
Le 17 juillet 2023, elle remet en question l'efficacité de l'ETS dans la réduction des émissions mondiales. En développant sa position selon laquelle l'ETS nécessite une refonte majeure, elle affirme que même si le système profite aux forêts, l'industrie peut être considérée comme du greenwashing et qu'il y a un risque que le processus ETS néo-zélandais puisse en être accusé. Elle note que « les plantations de pins ont remplacé d'autres utilisations des terres, y compris la production alimentaire via l'élevage de moutons et de bœufs, tout en augmentant les risques d'incendie, de maladies, de pins sauvages, d'érosion due à la récolte de coupes à blanc et d'inondations causées par les rémanents forestiers », ce qui a été mis en évidence par les dégâts causés à l'environnement et aux communautés par les débris forestiers lors du cyclone Gabrielle.
Pendant la campagne pour les élections générales d'octobre 2023, Anne Salmond se demande si Chris Hopkins et Christopher Luxon, les dirigeants des deux principaux partis politiques du pays, sont « honnêtes et clairvoyants, ou cyniques ou opportuns [dans leur politique] contre le changement climatique à un rythme soutenu et à grande échelle ».

## Honneurs et récompenses

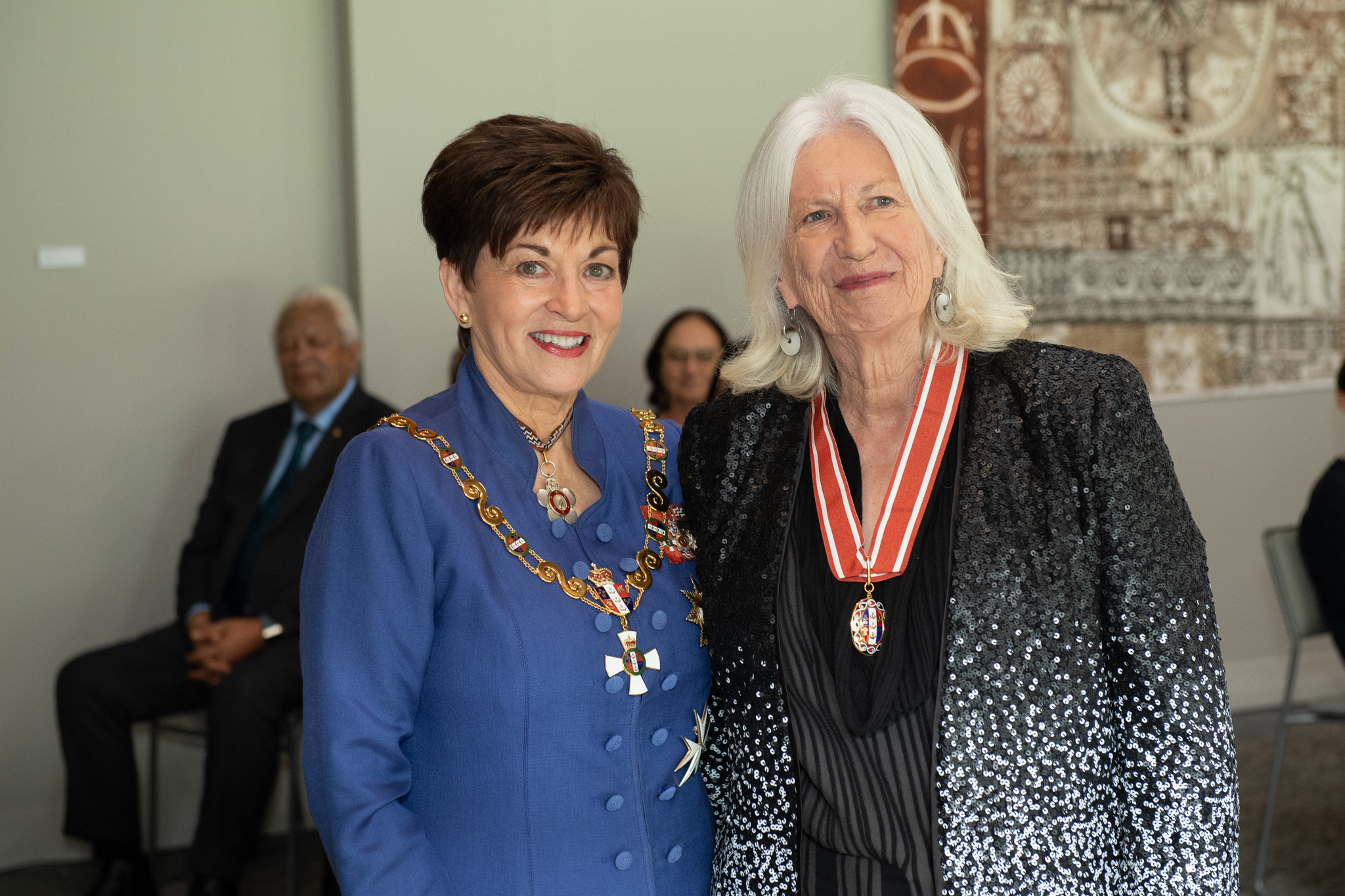
Anne Salmond (à droite), investie membre de l'Ordre de Nouvelle-Zélande par la gouverneure générale, Patsy Reddy, le 19 avril 2021.

Anne Salmond est nommée en 1988 Commandeur de l'Ordre de l'Empire britannique, pour services rendus à la littérature et au peuple maori,. Lors des honneurs du Nouvel An 1995, elle est promue Dame Commandeur de l'Empire britannique, pour services rendus à la recherche historique.
Elle reçoit le Prix du Premier ministre pour la réalisation littéraire pour la non-fiction en 2004.
En novembre 2007, elle est élue parmi les premiers membres de la New Zealand Academy for the Humanities.
Anne Salmond est élue en 2008 membre correspondante de la British Academy, et l'année suivante, associé étranger de l'Académie nationale des sciences américaine ; elle est la première personnalité de Nouvelle-Zélande à obtenir cette double distinction,.
En 2013, la Royal Society of New Zealand lui décerne la médaille Rutherford. Elle est nommée en plus Néo-Zélandaise de l'année pour son travail sur l'histoire culturelle.
Anne Salmond est élue en 2015 membre internationale de la Société américaine de philosophie.
En 2017, elle est sélectionnée parmi les « 150 femmes en 150 mots » de la Royal Society Te Apārangi, célébrant les contributions des femmes de savoir en Nouvelle-Zélande.
Elle reçoit en 2018 le prix de recherche Carl Friedrich von Siemens de la Fondation Alexander von Humboldt, en Allemagne, en reconnaissance de ses travaux de recherche ; la même année, elle est finaliste pour le prix Al-Rodhan de la compréhension culturelle globale, décerné par la British Academy, pour Tears of Rangi.
Lors de la cérémonie annuelle des Blake Awards à Auckland en 2020, Anne Salmond reçoit la médaille Blake en reconnaissance de son travail visant à renforcer la compréhension interculturelle entre les Maoris et les Pākehā. Le président James Gibson déclare que « Anne Salmond est l'une des dirigeantes et pionnières les plus remarquables de Nouvelle-Zélande » et que « son étude de toute une vie de la culture maorie et ses efforts pour la compréhension interculturelle entre les Maoris et les Maoris Pākehā ont amélioré la compréhension des Néo-Zélandais de leur propre histoire ». Lors des honneurs du Nouvel An 2021, elle est nommée membre de l'Ordre de Nouvelle-Zélande pour services rendus au pays,.